# ドニー・ダーコ2
『ドニー・ダーコ2』（原題: S. Darko, S. Darko: A Donnie Darko Tale）は、2009年のアメリカ映画。2001年の映画『ドニー・ダーコ』の続編である。本作は日米ともに劇場未公開作品であり、アメリカでは2010年5月12日、日本では同年11月26日にそれぞれDVDが発売された。

## キャスト
| 役名             | 俳優                   | 日本語吹替                                                                     |
| ---------------- | ---------------------- | ------------------------------------------------------------------------------ |
| サマンサ・ダーコ | デイヴィ・チェイス     | 佐古真弓                                                                       |
| コーリー         | ブリアナ・エヴィガン   | 冠野智美                                                                       |
| ジェレミー       | ジャクソン・ラスボーン | 岩田光央                                                                       |
| ランディー       | エド・ウェストウィック | 土田大                                                                         |
| トゥルーディ     | エリザベス・バークレイ |                                                                                |
| イラク・ジャック | ジェームズ・ラファティ | 楠大典                                                                         |
| フィル           | ジョン・ホークス       |                                                                                |
| ジョン牧師       | マシュー・デイヴィス   |                                                                                |
| フランク         | ウォルター・プラッツ   |                                                                                |
| オデル士官       | ブレット・ロバーツ     |                                                                                |
| その他           |                        | 一城みゆ希 秋元羊介 下山吉光 斉藤次郎 松谷彼哉 成田剣 木下紗華 羽飼まり 三上哲 |